# Lindsaea virescens
Lindsaea virescens là một loài dương xỉ trong họ Lindsaeaceae. Loài này được Sw. mô tả khoa học đầu tiên năm 1817.